# Distretto di Człuchów
Il distretto di Człuchów (in polacco powiat człuchowski) è un distretto polacco appartenente al voivodato della Pomerania.

## Geografia antropica

### Suddivisioni amministrative
Il distretto comprende 7 comuni.
- Comuni urbani: Człuchów
- Comuni urbano-rurali: Czarne, Debrzno
- Comuni rurali: Człuchów, Koczała, Przechlewo, Rzeczenica